# جون أبيرنيثي
جون أبيرنيثي (بالإنجليزية: John Abernethy)‏ هو قاضي أسترالي، ولد في 1947 في واجا واجا في أستراليا.